# Ganay de Banville
Ganay de Banville, född 4 april 2016, är en fransk varmblodig travhäst som tränas och körs av Jean-Michel Bazire.
Han började tävla 2019 och han har hittills sprungit in 868490 euro på 58 starter, varav 15 segrar, 7 andraplatser och 11 tredjeplats. Karriärens hittills största seger är tagen i Prix de l'Étoile (2021).
Han har även segrat i Prix Joseph Aveline (2020), Letrot Open des Regions - 4 ans (2020), Prix Louis Jariel (2021), Prix du Louvre (2021), Prix Jean Riaud (2024) och på andraplats i Prix Doynel de Saint-Quentin (2021), Prix du Luxembourg (2024), UET Trotting Masters (2024) samt på tredjeplats i Prix Albert Demarcq (2021), Critérium des 5 ans (2021), Prix Marcel Laurent (2021), Prix de Bretagne (2021), Prix Ténor de Baune (2021), Finale du Grand National du trot (2023), Prix Jean-Luc Lagardère (2024) och Prix des Cévennes (2024).

## Statistik
| Statistik för Ganay de Banville (Ref.) | Statistik för Ganay de Banville (Ref.) | Statistik för Ganay de Banville (Ref.) | Statistik för Ganay de Banville (Ref.) | Statistik för Ganay de Banville (Ref.) | Statistik för Ganay de Banville (Ref.) |
| -------------------------------------- | -------------------------------------- | -------------------------------------- | -------------------------------------- | -------------------------------------- | -------------------------------------- |
| Starter                                | Placeringar                            | Startprissumma                         | Segerprocent                           | Platsprocent                           | Rekord                                 |
| 58                                     | 15-7-11                                | 868 490 euro                           | 26 %                                   | 57 %                                   | 1.09,4ak,                              |

### Större segrar
| År   | Lopp                            | Kusk               | Vinstbelopp | Grupp   |
| ---- | ------------------------------- | ------------------ | ----------- | ------- |
| 2020 | Prix Joseph Aveline             | Jean-Michel Bazire | 24 750 EUR  | Grupp 3 |
| 2020 | Letrot Open des Regions - 4 ans | Jean-Michel Bazire | 31 500 EUR  | Grupp 3 |
| 2021 | Prix Louis Jariel               | Jean-Michel Bazire | 45 000 EUR  | Grupp 2 |
| 2021 | Prix du Louvre                  | Jean-Michel Bazire | 36 000 EUR  | Grupp 3 |
| 2021 | Prix de l'Étoile                | Jean-Michel Bazire | 90 000 EUR  | Grupp 1 |
| 2024 | Prix Jean Riaud                 | Jean-Michel Bazire | 40 500 EUR  | Grupp 3 |